# Newnesia antarctica
Newnesia antarctica is een slakkensoort uit de familie van de Newnesiidae. De wetenschappelijke naam van de soort is voor het eerst geldig gepubliceerd in 1902 door E. A. Smith.